# Diet Sayler
Diet Sayler (născut în 1939 la Timișoara) este un pictor și plastician german, originar din România.

## Studii și tinerețea

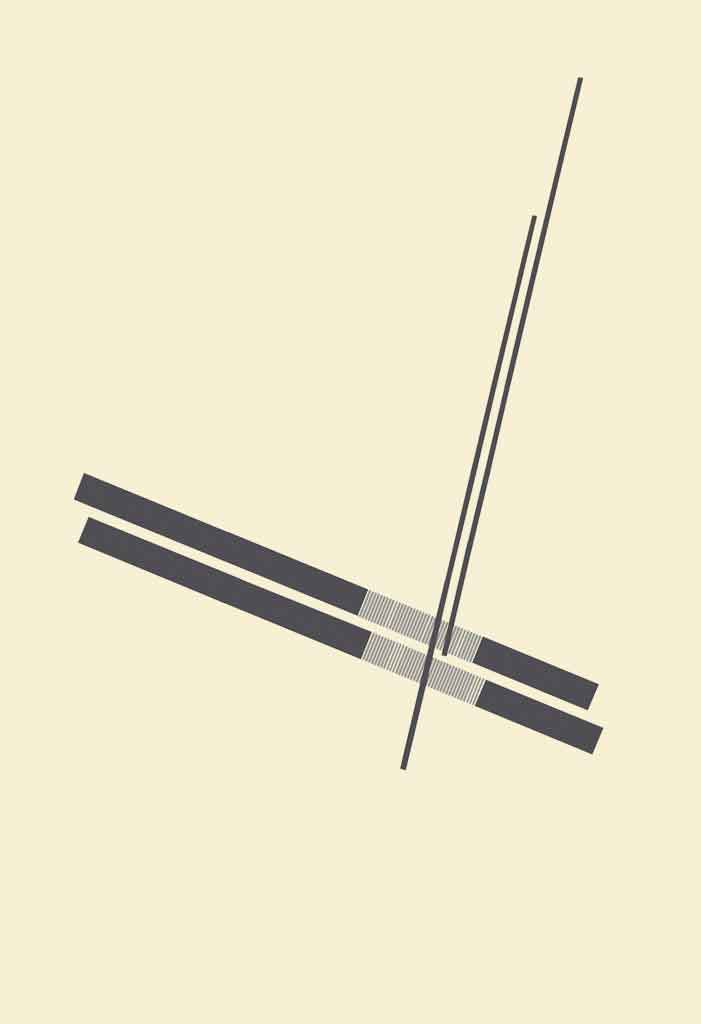
Constructie Aritmica 1969, ulei pe hârtie

Diet Sayler a studiat construcții civile la Universitatea Politehnica Timișoara între 1956 și 1961 și pictura cu profesorul Julius Podlipny. La începutul anilor '60 lucrările lui Sayler, considerate „occidentale” și „decadente”, nu au putut fi expuse in expozițiile organizate în România. Abia în 1968, o dată cu Primăvara de la Praga, la Galeria Kalinderu din București a avut loc expoziția „5 tineri artiști” - Bertalan, Cotosman, Flondor, Molnar și Sayler –, care a prezentat pentru prima dată în România arta constructivistă și abstractă. Expoziția a fost un eveniment important în cariera lui Sayler, care s-a transferat la București și a reușit să expună în străinătate, fără a primi și dreptul de a călători peste hotare. În 1971 climatul politic s-a schimbat din nou, primăvara reformelor de la București a luat sfârșit și, ca urmare, lucrările lui Sayler nu au mai putut fi expuse in țară. Artistul a dat unele interviuri în presa străină, ceea ce l-a izolat complet în România.

## Emigrarea în Germania. Expoziții internaționale

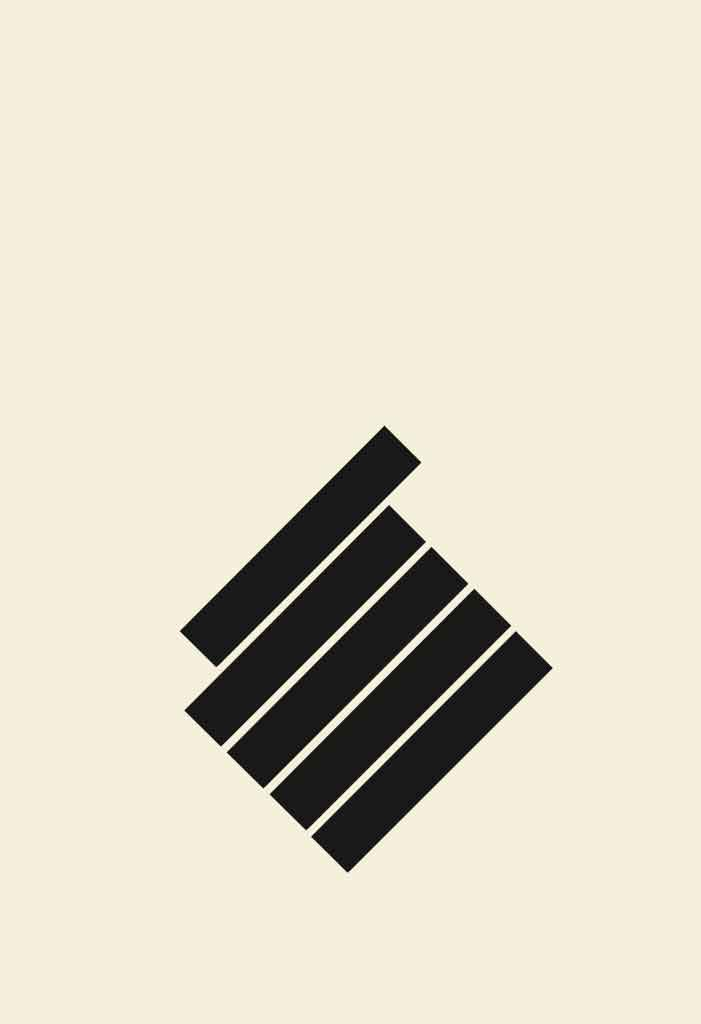
Cinci benzi 1971

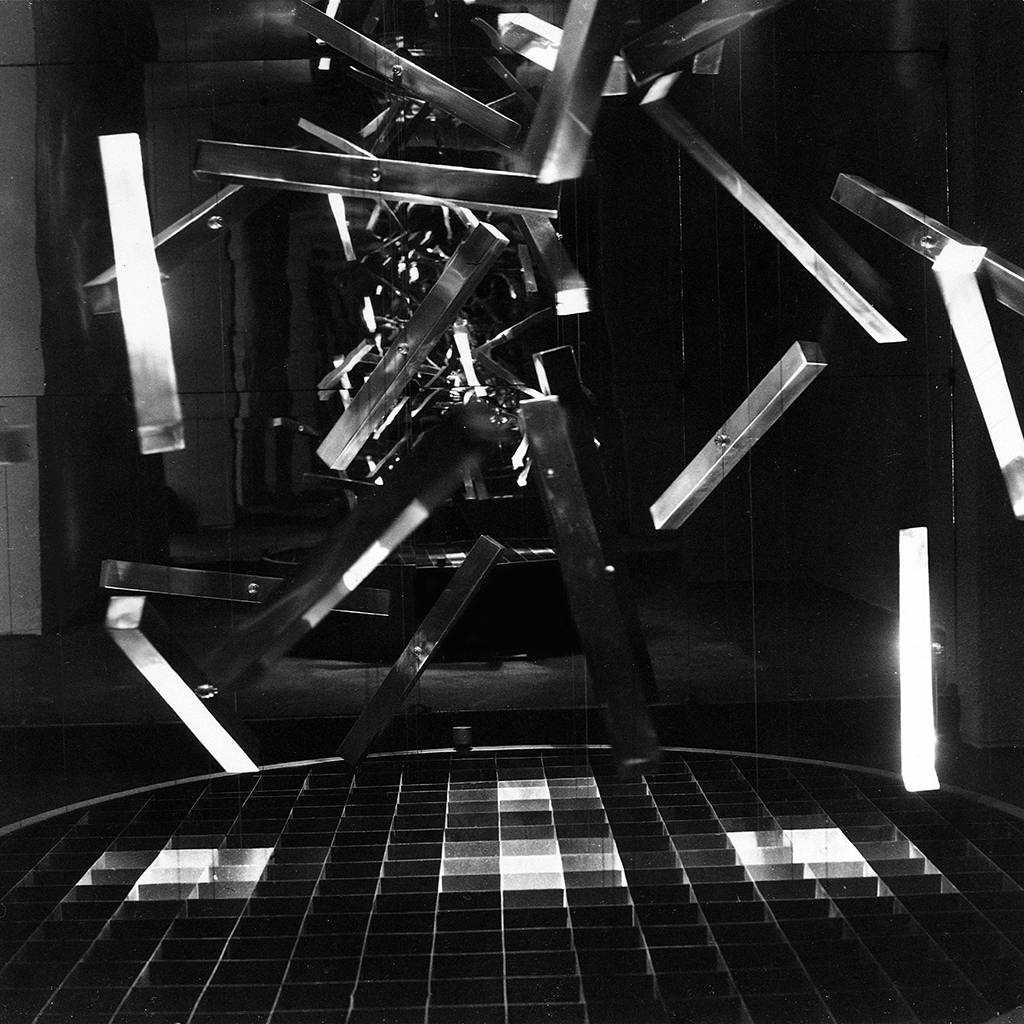
Camera cinetica, 3x3x2,9m, Casa Tineretului, Pitesti, Ro 1972

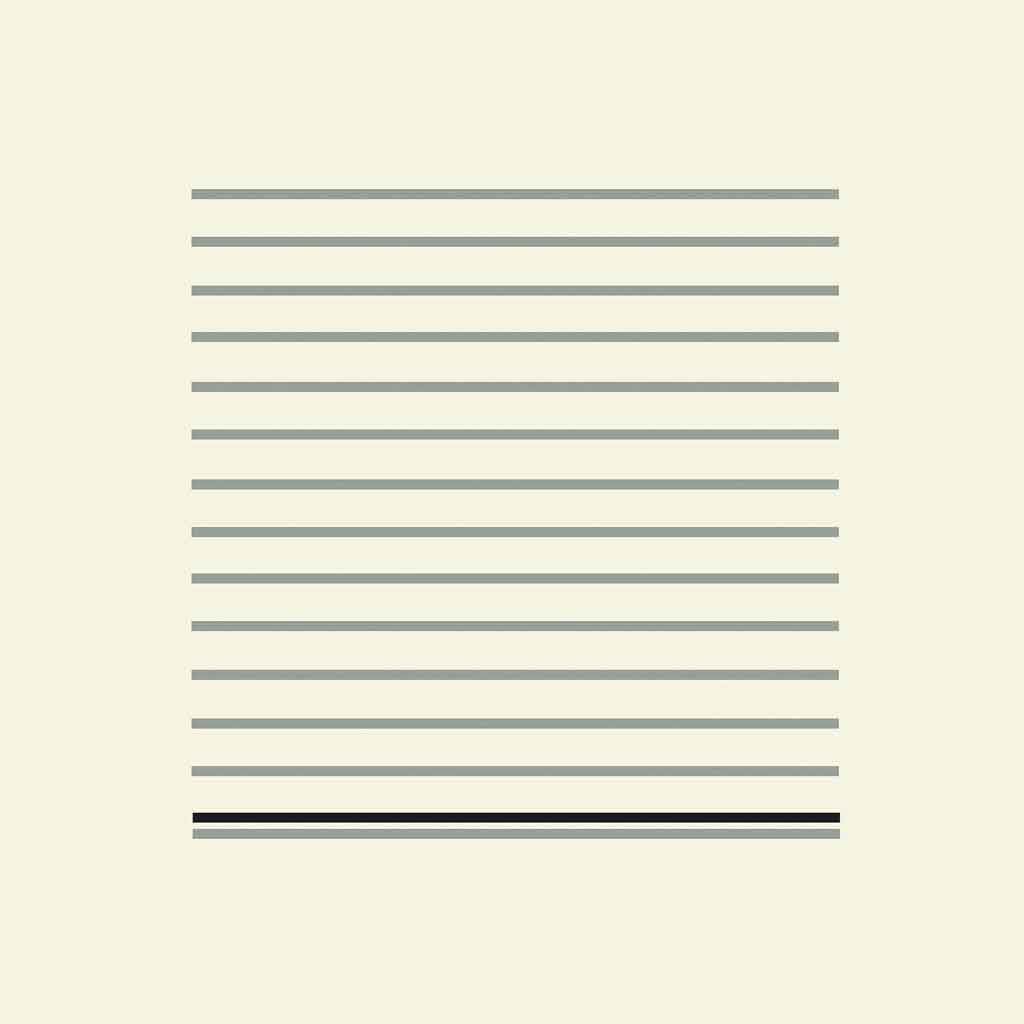
Cincisprezece linii orizontale 1974, acril pe pânză, 85x85cm

În 1972, Sayler a emigrat în Germania, la Nürnberg, unde din 1976 a predat ca profesor, în paralel cu activitatea sa artistică. În 1975 lucrările sale au fost expuse în premieră la Grand Palais din Paris. Au urmat expoziții personale la Galerie Grare din Paris, Galeria Hermanns din München, Galleria Lorenzelli din Milano și la Galeria Edurne din Madrid. În anii următori lucrările sale au fost expuse în multe țări europene, dar și în Brazilia, Japonia și Statele Unite. În 1990, după căderea Cortinei de Fier, expozitii retospective Diet Sayler au fost prezentate și în Estul Europei, la Muzeul Ceh din Praga, Dum Umeni din Brno, Muzeul Vasarely din Budapesta, BWA din Lublin și la Muzeul Național de Artă din București și altele. Seria de expoziții „Konkret” prezentată la Nürenberg între anii 1980 și 1990, curatoriate de Diet Sayler și aclamate la nivel internațional, a găzduit peste 100 de artiști printre care: Dan Flavin, Ellsworth Kelly, Kenneth Martin, Vera Molnar, Francois Morellet, Aurélie Nemours, Mario Nigro, Leon Polk Smith și Jesus Rafael Soto. În 1988 Sayler a curatoriat la Berlin expoziția franco – germană Construction and Conception. În același an a primit premiul Camille Graeser la Zurich. Alături de pictură, desene, sculptură și fotografie, Diet Sayler este autorul unor instalații găzduite în muzee si galerii de artă din întreaga lume: Palazzo Ducale din Genova, East West Gallery din New York, St. Peter's Church din Cambridge, Gallery A din Londra, Galerie Grare din Paris, Ely Cathedral din Anglia, University Gallery din Pilsen, Cehia, MUWA Graz din Austria, Museo CAMEC din La Spezia, Italia, Galerie der Künstler din München sau Neuer Berliner Kunstverein din Berlin.

## Carieră didactică

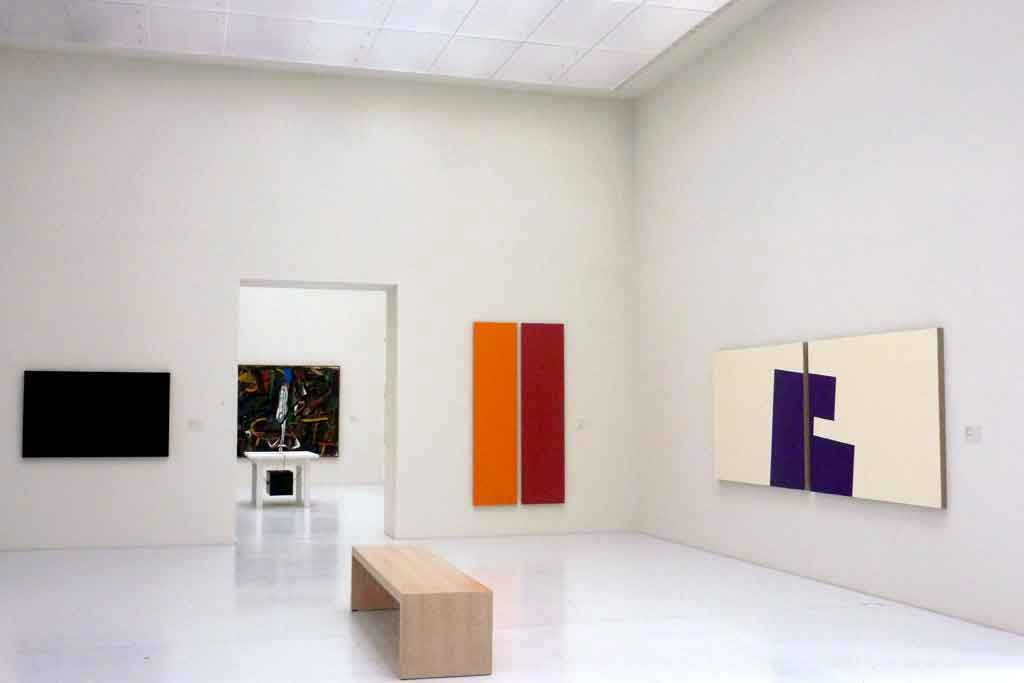
Neue Galerie Kassel 2013, Spatiu cu Pierre Soulages, Markus Lüpertz, Alfons Lachauer si Diet Sayler

Între 1992 și 2005 Diet Sayler a fost profesor de pictură la Academia de Arte Frumoase din Nürenberg. În 1995 a fost profesor invitat la Statens Kunstakademi din Oslo. Ca profesor emerit, a fost numit în 2006 director al celei de a XIII-a ediții a Academiei Internaționale de Vară din Plauen.

## Activitate profesională
Tânărul Diet Sayler a admirat arta lui Brâncuși și mai ales a lui Malevici. La începuturile carierei a fost influentat de suprematismul rus și de generatia artistilor Revoluției Ruse. A studiat artiștii și teoriile grupate în jurul mișcărilor De Stijl și Bauhaus. Mai târziu a fost inspirat de ideea hazardului, de origine dadaistă, de Arp si Duchamp. Sayler a ajuns la artă concretă în semn de protest față de realitatea politică și doctrina realismului socialist în România. Schimbarea, evoluția, mișcarea, au devenit teme centrale în opera sa. Ceea ce caracterizează înainte de toate primele sale lucrări este culoarea. În anii de respingere și protest, însă, culoarea a dispărut total, fiind înlocuită de o pictura în alb și negru. Mai târziu, ca urmare a șocului cultural al emigrării, picturile sale vor fi reduse radical la linii negre pe pânză albă. La sfârșitul anilor '80, Sayler a creat un repertoriu de elemente care carecterizeaza lucrările sale. Astfel, culoarea a revenit în pictura sa, o dată cu ciclurile de lucrări „Painting Pieces”, Bivalences” și „Throw Pieces”. În anii '90 artistul a creat ciclurile „Bodies” și „Norigrame”, mai târziu „Engrame” o suită de instalații concepute ca parte a arhitecturii urbane. În paralel, artistul a creat seria de instalații „Fugues” pentru spații interioare în muzee, cladiri monumentale, catedrale și galerii.

## Diet Sayler în colecții internaționale de artă
Albertina, Wien

Museum of Modern Art, New York City 

Birmingham Museum and Art Gallery, Birmingham

Musée de Grenoble, Grenoble 

Kunstmuseum Bayreuth, Bayreuth 

Museum für Konkrete Kunst, Ingolstadt 

Neue Galerie, Kassel 

Wilhelm Hack Museum, Ludwigshafen 

Neues Museum Nürnberg, Nürnberg 

Kunstforum Ostdeutsche Galerie, Regensburg 

Museum Ritter, Waldenbuch 

Museum im Kulturspeicher, Würzburg 

Muzeul Național de Artă al României, București

Muzeul de Artă Timișoara, Timișoara 

Museu de Arte Moderna, Rio de Janeiro

## Expoziții
2013 
   
Diet Sayler: Die Realität der Poesie. Neues Museum Nürnberg

Neue Galerie – neu gesehen. Neue Galerie, Kassel 

Structure & Energie. The Need for Abstraction. 418 Gallery, București

2012 

Chance as Strategy. Vasarely Muzeum, Budapest
 
Ornamentale Strukturen. Kunstverein Pforzheim 

Künstler aus Rumänien im Ausland. Galerie Emilia Suciu, Ettlingen

2011 

Schöne Aussichten. Wiedereröffnung der Neuen Galerie. Neue Galerie, Kassel. 

Ornament – Seriality. Vasarely Museum Budapest. 

De lineas, formas, medidas, color y materia. Galeria Edurne, Madrid. 

Diet Sayler: Norigramme. Muzeul de Arta, Timișoara. 

Ornamental Structures. Stadtgalerie Saarbrücken. 

2010 

Diet Sayler: Fuga ligure. Museo CAMeC, La Spezia. 

Diet Sayler: Fuge. Museum der Wahrnehmung, Graz. 

Couleur & Geometrie. Actualité de l´art construit européen. Musées de Sens. 

Die Neue Galerie – Auftritt im Schloss Neue Galerie, Kassel. 

Twentysix Gasoline Stations Ed Altri Libri DArtista. Museo Regionale di Messina.
 
2009 

Diet Sayler: Malerei lügt nicht. Kunstmuseum Bayreuth. 

L'oblique. Musée du Chateau de Montbéliard. 

Diet Sayler: La Pittura non mente. Fortuna Arte, Messina. 

Reflections upon Drawing. BWA Lublin. 

Spazio Libro d’Artista. Palazzo Manganelli, Catania. 

Sehen ganz nah und sehr fern. Städtische Galerie Erlangen. 

2008 

Diet Sayler. Galerie Ursula Huber, Basel. 

Diet Sayler. Galerie der Moderne, München. 

Diet Sayler. Retrospektive Städtische Galerie Erlangen. 

Arhiva Demarco. Brukenthal National Museum Sibiu. 

Dialog der Generationen. Forum konkrete Kunst, Erfurt. 

Intelligible Non-Violent. Art Atlas Sztuki, Lodz. 

2007 

Still & Konsequent. Die Sammlung Uwe Obier, Kunstverein Siegen. 

2006

Bewegung im Quadrat. Museum Ritter, Waldenbuch. 

Kolekcja W centrum wydarzen. Zacheta, Lublin. 

Diet Sayler. University Gallery Pilsen. 

Diet Sayler und Tatsushi Kawanabe. kunst galerie fürth, Fürth. 

Diet Sayler. BWA Lublin. 

Motiva. Austria Center Vienna, Wien. 

Square. Eröffnungsausstellung Museum Ritter, Waldenbuch. 

Identidades. Galeria Edurne, Madrid. 

2005 

Stets Konkret. Die Hubertus Schoeller Stiftung. Leopold Hoesch Museum, Düren. 

Diet Sayler. Galerie Uwe Sacksofsky, Heidelberg. 

La boite en valise oder Die Neue Welt liegt mitten in Europa. Academy of Fine Arts, Prag. 

Gelb und Gold. Galerie Linde Hollinger, Ladenburg. 

experiment konkret. Museum für Konkrete Kunst, Ingolstadt. 

2004 

Europa konkret. Altana Galerie, Dresden. 

2003 

Kunst zeigt, was man nicht sieht. Städtische Galerie Erlangen. 

Diet Sayler. Galerie Linde Hollinger, Ladenburg. 

Diet Sayler. Galerie Kunst im Gang, Bamberg. 

Konkrete Kunst – Einheit und Vielfalt. Kunsthalle Villa Kobe, Halle. 

2002 

Segni e contesti. Studio B2, Genua. 

Diet Sayler., Nottingham Trent University. 

2001 

Diet Sayler: Geometria e tempo. Palazzo Ducale, Genua. 

Kunst für Kaliningrad-Königsberg. Kaliningrad State Art Gallery. 

2000 

Diet Sayler. Czech Museum of Fine Arts, Prag. 

Diet Sayler. Retrospective Kettle´s Yard, Cambridge.

## Articole, referințe – monografii, cataloage (selectiv)
•	Anca Arghir, Eugen Gomringer: Diet Sayler. Veränderung. Galerie Herrmanns, München 1979. 

•	Lucio Barbera, Saro Gulletta: Diet Sayler. 18 Aprile – 31 Maggio 2009, galeria fortuna arte: Messina 2009. 

•	Max Bense, Diet Sayler: Diet Sayler. Ausstellungskatalog [Zeichnungen, Bilder, Fotos; Ausstellung vom 16. Mai - 9 Juni 1978, Studiengalerie, Studium Generale, Univ. Stuttgart]. Stuttgart 1978. 

•	Viana Conti, Pier Giulio Bonifacio, Hanswalter Graf, Diet Sayler: Geometrie di confine. Tre casi. Bonifacio Graf Sayler; dal 19 gennaio al 18 febbraio 1995. Galleria Orti Sauli. Genova 1995. 

•	Richard W. Gassen, Roxana Theodorescu, Jan Sekera, Michael Harriso, Vera Molnar, Lida von Mengden, Dora Maurer, Jan Andrew Nilsen, Waldo Balart, Nathan Cohen, Paul Brand, Ward Jackson, Mel Gooding, Joachim Heusinger von Waldegg, Paul Gherasim: Diet Sayler. Monographie, Verlag für moderne Kunst Nürnberg 1999. 

•	Eugen Gomringer; Diet Sayler: fünf linien. fünf worte. Mappenwerk. Ingolstadt 1976. 

•	Eugen Gomringer, Hans Jörg Glattfelder, Lida von Mengden, Herwig Graef, Vera Molnar, Ruth Ziegler, Ewald Jeutter, Michael Eissenhauer, Michael Harrison, Vincenzo Accame: Sich ein Bild machen von Diet Sayler. Monographie. Graef Verlag, Nürnberg 2007. 

•	Saro Gulletta, Lucio Barbera, Ruth Ziegler, Vincenzo Accama, Michael Eissenhauer, Marcello Faletra, Michael Harrison, Herwig Graef, Diet Sayler, Diet: La pittura non mente. Painting does not lie. Monografia. Magika Edizioni. Messina 2009. 

•	Bernhard Kerber, Diet Sayler: Diet Sayler. Mai 1984, Ausstellungskatalog, Galerie Brigitte Hilger, Aachen. Aachen 1984. 

•	Lida von Mengden: Diet Sayler. Monographie. Verlag für moderne Kunst, Nürnberg 1994. 

•	Jürgen Morschel, Diet Sayler: Diet Sayler. Linien. 6.6.-14. August 1982 Artforum Frankfurt. Frankfurt 1982. 

•	Uwe Obier: Vera Röhm, Diet Sayler. 5.7 - 11. August 1991. Städtische Galerie Lüdenscheid 1991. 

•	Diet Sayler: Fünf Linien. Text von Elisabeth Axmann. Mappenwerk. Friedberg 1983. 

•	Diet Sayler: Sieben Linien. Text von Heiner Stachelhaus. Mappenwerk. Friedberg 1983. 

•	Diet Sayler: Vier Linien. Text von Dietmar Guderian. Mappenwerk. Friedberg 1983. 

•	Diet Sayler (Hg.): 10 Jahre Klasse Sayler. Akademie der Bildenden Künste in Nürnberg, 1993 - 2003; [anlässlich der Ausstellungen Klasse Sayler: Kunstverein Hochfranken Selb 1.6. - 12. Juli 2003, Akademie der Bildenden Künste Nürnberg 12.11. - 14. Dezember 2003]. Nürnberg 2003. 

•	Lucie Schauer: Vera Röhm, Diet Sayler. Körper Zeit Bewegung; Neuer Berliner Kunstverein 10.4. - 12. Mai 1990; Wilhelm-Hack-Museum Ludwigshafen 11.8. - 23. September 1990. Neuer Berliner Kunstverein. Berlin 1990. 

•	Helmut Schneider, Diet Sayler: Diet Sayler. Ausstellung 3. März - 30. April 1983 Galerie Hermanns. Galerie Hermanns. München 1983. 

•	Peter Volkwein: Diet Sayler, Basis-Konzepte. Museum für Konkrete Kunst Ingolstadt, 19.03.93 - 18.04.94; Muzeul Banatului, Timișoara, 15.10.93 - 30.11.93; BWA Museum, Lublin, 10.12.93 - 26.01.94. Ingolstadt 1994.